# Baie Sandwich (Terre-Neuve-et-Labrador)
Pour les articles homonymes, voir Sandwich.
La baie Sandwich ou baie de Sandwich (Inuktitut: Natsitok) est une baie naturelle situé sur la côte Atlantique du Labrador au Canada. Elle mesure environ 40 km de long, pour une moyenne de 10 km de large.

## Histoire
La baie fut initialement habitée par les Inuits de la côte sud du Labrador.
Dès le début du XVIIIe siècle, la proximité de bonnes zones de pêche et des routes de migration des phoques ont fait du Labrador un lieu de prédilection pour la pêche migratoire des Européens.
Les Anglais prirent le contrôle de la côte du Labrador en 1763 à l'issue de la guerre de Sept Ans. Cela amena un flot de pêcheurs et de baleiniers européens à s'installer sur la côte du Labrador.
Le capitaine anglais George Cartwright explora les lieux. Il fonda en 1775 le village de Cartwright à l'entrée sud de la baie, ainsi que l'établissement de Paradise River au fond de la baie sur la rive est de la rivière Paradise menant vers l'intérieur du Labrador. Il nomma la plupart des îles de la baie (île Earl, île Huntington, etc.). Toutefois une grande partie des toponymes a été reprise des Inuits par les Anglais.
La baie fut nommée en l'honneur de John Montagu, 4e comte de Sandwich, diplomate et un amiral britannique de la flotte du roi de Grande-Bretagne George III.

## Géographie

Carte de la partie la plus septentrionale de la baie Sandwich datant de 1821.

La baie Sandwich débouche dans la mer du Labrador. Elle pénètre profondément les terres du sud-est du Labrador en s'ouvrant dans l'intérieur. Cette caractéristique est partagée avec le lac Melville situé au nord-ouest avec des dimensions plus importantes. La côte du Labrador est plutôt marquée par d'innombrables baies s'ouvrant progressivement vers l'océan.
La baie Sandwich se compose d'une partie extérieure tournée vers la mer du Labrador et une partie intérieure séparées par les îles Earl et Diver :
- Une partie extérieure séparée de la mer du Labrador par l'île Huntington au nord ouest et limitée au nord par l'embouchure de la rivière North (rivière du Nord) ;
- Une partie intérieure qui s’ouvre dans les terres au sud de l'île Earl.

La partie intérieure comporte plusieurs sous-bassins et criques, dont les plus importants sont :
- Baie de la rivière White Bear ;
- Baie de la rivière Eagle ;
- Crique Shoal (Haut-fond) ;
- Crique Savage (Sauvage) ;
- Baie Hinchinbrook ou bras Paradise (rivière Paradise) ;
- Bras sud-est ;
- Crique Charlie ;
- Baie Muddy (Boueuse).

L'archipel autour des îles Horse Chops (Côtelettes de cheval) et Prisoner (Prisonnier) est parfois compris dans la baie.
La baie Sandwich est relativement profonde malgré son étendue réduite. Le fond est irrégulier à la fois rocheux et boueux, en général 50 m de profondeur, avec un maximum de plus de 80 m de profondeur au sud-est près de la côte où le relief est le plus accentué. On y retrouve des hauts-fonds, des écueils et des îlots.

### Îles
Des îles et îlots que l'on retrouve dans la baie Sandwich, les plus importantes sont les îles Huntington à l'entrée de la baie extérieure et Earl à l'entrée de la baie intérieure.
La baie extérieure a pour îles mineures notamment les iles Fillbelly, Deadmans (Morts-vivants) au nord-ouest et Diver (Plongeur) au sud-est.
La baie intérieure compte une vingtaine d'îles mineures et îlots, notamment les îles Cooper (Tonnelier), Saddle (Selle), Savage, Morris, Glumby, Lumpy (Bosselée).

### Affluents
La baie reçoit plusieurs cours d’eau, dont les plus importants sont d'ouest en est :
- Rivière White Bear (rivière de l'Ours Blanc) à l'ouest, prenant sa source dans les monts Mealy ;
- Rivière Eagle (rivière de l'Aigle) au sud-ouest, d'une longueur d'environ 270 km, prend sa source dans les monts Mealy et traverse les rapides Pratt avant de rejoindre la baie Sandwich ;
- Rivière Paradise (rivière du Paradis) au sud, d'une longueur d'environ 180 km, prend sa source dans un plateau lacustre au sud-est du Labrador et traverse plusieurs lacs dont le bassin Folletts[4] avant de rejoindre le bras Paradise (anglais : Paradise Arm)[5] à l'extrémité sud de la baie Sandwich ;
- Rivière Dyke (rivière de la Digue) face à l'île Earl près de la baie Muddy, prenant sa source dans un lac à l'ouest de la baie Sandwich.

Les rivières sont abondantes et tumultueuses, alimentées par de nombreux affluents, traversant des lacs et entrecoupées de rapides compte tenu du terrain rocheux du bouclier canadien.

### Marées
La baie Sandwich se situe dans une zone du Labrador avec de relativement faibles marées.
Toutefois, la forme de la baie qui se rétrécit fortement au niveau de l'île Earl et qui s'élargit à l'intérieur avec un fort volume d'eau, induit de forts courants de marée. Les courants sont les plus forts dans le passage le plus étroit entre l'île Earl et le continent. Le port de Cartwright s'est développé autour d'une petite baie peu profonde à l'abri de ces courants.
Le potentiel des lieux en énergie marémotrice reste limité et bien moindre que celui du lac Melville.

## Faune et flore
Comme la plupart des paysages le long de la côte est du Labrador, les pentes stériles et rocheuses sont fouettées par le courant glacial du Labrador. Le climat subarctique de la côte sud du Labrador offre généralement un climat d'été agréable et frais, qui est bientôt remplacé par une saison hivernale couverte de neige et de glace. Cet environnement hostile, avec quelques exceptions mineures, nourrit un écosystème boréal rustique. Les forêts collectives d'épinette noire, d'épinette blanche et de sapin baumier sont confinées aux vallées intérieures et aux berges où la géographie offre une protection douce contre les éléments. Pourtant, la côte rocheuse et sableuse de la côte du Labrador ressemble fortement à un biome de la toundra arctique. Les monts Mealy sont inclus dans la réserve de parc national Akami-Uapishkᵁ–KakKasuak–Monts-Mealy.
Les cours d'eau abondent en saumons, truites et brochets, notamment la rivière Eagle.
On retrouve plusieurs espèces de baleines sur les côtes du Labrador, dont le petit rorqual, le rorqual à bosse, le cachalot, les globicéphales, le rorqual bleu et l'épaulard. Les îles externes abritent de grandes populations d'oiseaux, notamment des guillemots de Troïl et des macareux.

## Communautés
Les deux communautés présentes autour de la baie sont Cartwright et Paradise River, reliées par la route 516 à la route 510 et au reste du Canada.

## Ports et navigation
Le port de Cartwright est principalement lié à la pêche. L'Union des pêcheurs du Labrador (Labrador Fishermen's Union Shrimp Company) exploite une usine de production de crabes des neiges et de buccins. L'usine emploie de 100 à 150 personnes.
Il y a plusieurs services de traversiers, reliant Cartwright à Rigolet au nord et à Black Tickle au sud.
Le tourisme en bateau et en kayak se développe dans la baie Sandwich et dans les îles environnantes.
La navigation peut être rendue difficile en raison de la météorologie et des courants de marée.